# Elecciones presidenciales de Ecuador de 1932
Las elecciones presidenciales de Ecuador de 1932 fue el proceso electoral el cual tuvo por objetivo la elección de un nuevo Presidente Constitucional de la República del Ecuador. 

## Antecedentes
Fueron convocadas las elecciones por parte de Alberto Guerrero Martínez, encargado del poder ejecutivo, luego de la descalificación del presidente electo Neptalí Bonifaz y de la Guerra civil ecuatoriana de 1932.
Los candidatos fueron: Juan de Dios Martínez Mera, por el partido oficialista liberal, Manuel Sotomayor y Luna por el Partido Conservador Ecuatoriano, Pablo Hanníbal Vela apoyado por un sector de los socialistas y el independiente Francisco Chiriboga Bustamante.

## Desarrollo
Las elecciones se llevaron a cabo el 30 y el 31 de octubre de 1932. El Congreso Nacional escrutó los sufragios por mandato constitucional y proclamó presidente a Juan de Dios Martínez Mera que había obtenido 56.872 votos frente a los 16.212 de Sotomayor, los 6.093 de Vela y los 293 de Chiriboga.
Juan de Dios Martínez Mera asumió el cargo de Presidente Constitucional de la República el 5 de diciembre de 1932.

## Candidatos a la Presidencia
| Partido       | Partido                             | Candidato                          | Cargos importantes                               | Votos  | %     |
| ------------- | ----------------------------------- | ---------------------------------- | ------------------------------------------------ | ------ | ----- |
|               | Partido Liberal Radical Ecuatoriano | Juan de Dios Martínez Mera         | Ministro de Hacienda (1929) / (1931 - 1932)      | 56.872 | 71.0% |
|               | Partido Conservador Ecuatoriano     | Manuel Sotomayor y Luna y Orejuela | Diputado por Pichincha (1931 - 1932)             | 16.212 | 20.3% |
| Independiente | Independiente                       | Pablo Hanníbal Vela Egüez          | Senador por el Periodismo (1931 - 1932)          | 6.093  | 7.6%  |
| Independiente | Independiente                       | Francisco Chiriboga Bustamante     | Presidente del Concejo Municipal de Quito (1928) | 293    | 1.1%  |

Fuente: